# Treipaïs
 (août 2018).
Si vous disposez d'ouvrages ou d'articles de référence ou si vous connaissez des sites web de qualité traitant du thème abordé ici, merci de compléter l'article en donnant les références utiles à sa vérifiabilité et en les liant à la section « Notes et références ».

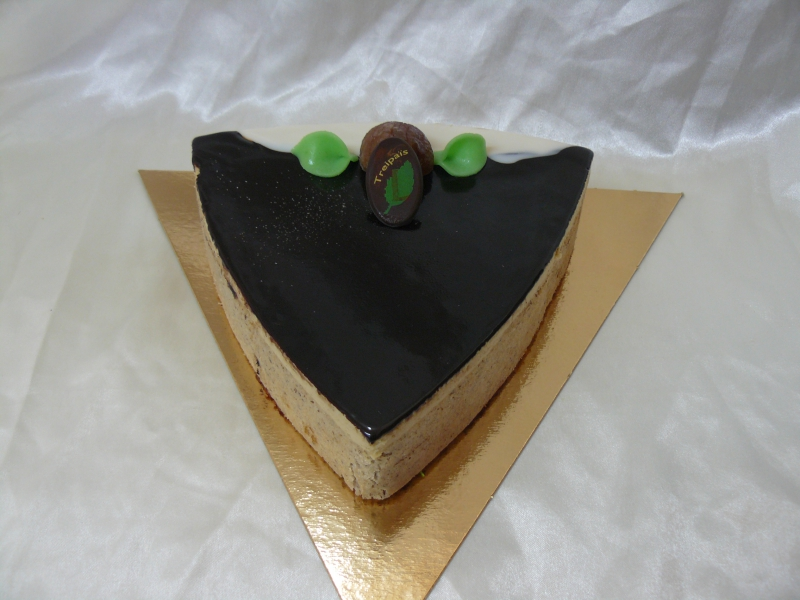
Gâteau "Le Traipaïs".

Le « Treipaïs » (« Trois pays » en occitan, qui symbolisent les trois départements de la région Limousin), est une spécialité gastronomique du Limousin. 
Au même titre que le gâteau « Le Creusois », la Galette Corrézienne (Corrèze) et le Burgou (Haute-Vienne), une autorisation est nécessaire pour produire et commercialiser des gâteaux à l’appellation « Le Treipaïs ».

## Description
Le « Treipaïs » est une spécialité pâtissière du Limousin créé par un groupement de pâtissiers locaux[réf. nécessaire]. Il est composé de trois textures et de trois parfums : un fond de feuilletine, une mousse aux châtaignes, une mousse au chocolat noir, un biscuit à la noisette et un glaçage au chocolat, surmonté d'un « marron » glacé et de deux feuilles vertes en pâte d'amandes.
Le gâteau doit porter une pastille en chocolat avec le logo du Limousin et Treipaïs écrit dessus[réf. nécessaire]. 

## Origine
Cette recette a été inventée par l'Association régionale des pâtissiers limousins[réf. nécessaire].